# Jesse Ritch

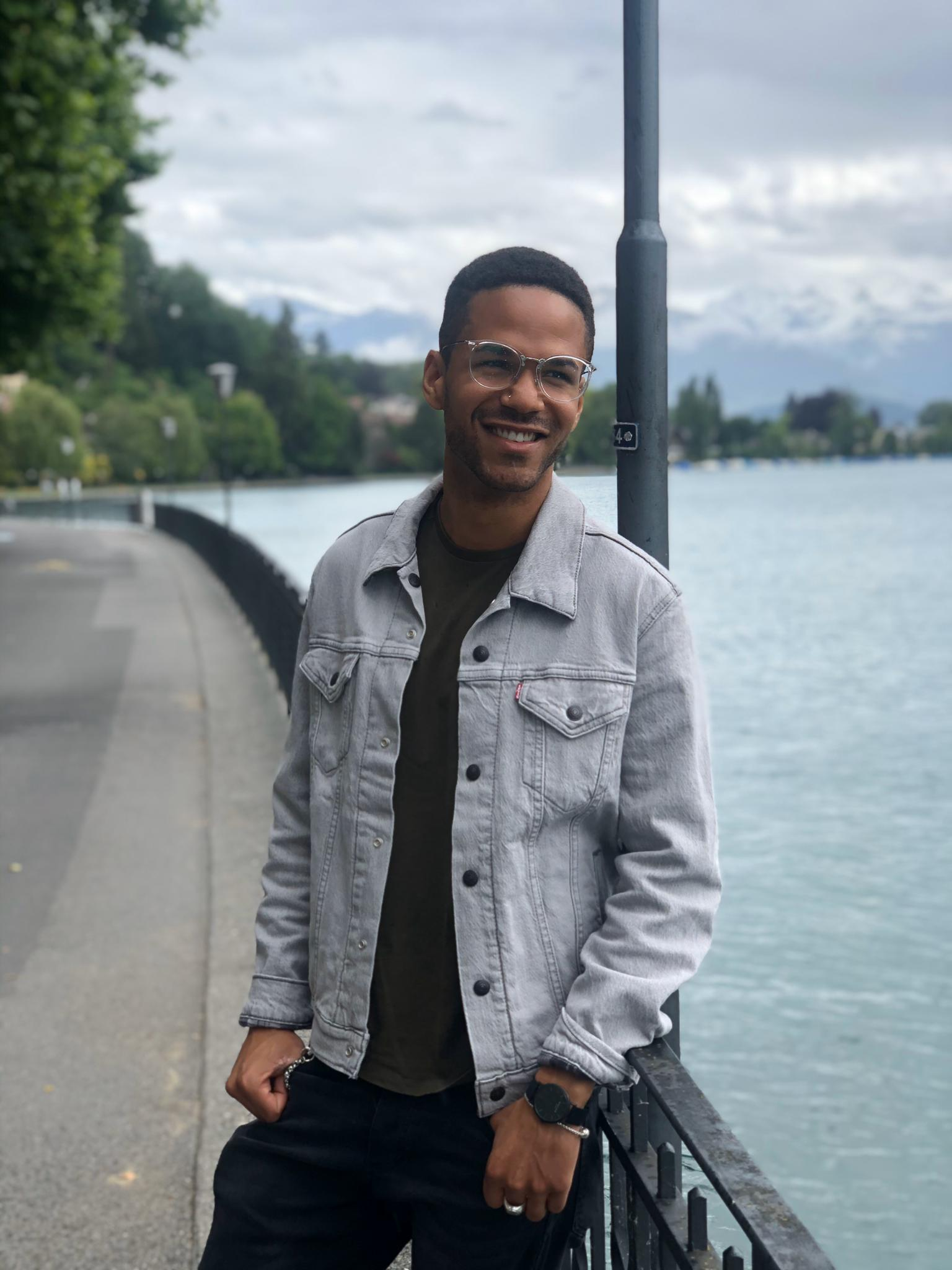
Jesse Ritch (2020)

Jesse Ritch (* 19. Februar 1992 in Bern als Jesse-Ritch Kama-Kalonji) ist ein Schweizer Popsänger, Songwriter und Produzent.

## Karriere
Sein Vater stammt aus dem Kongo und sang früher in einer Band. Ritch arbeitete als Krankenpfleger, mit dem Abschluss Fachmann Gesundheit. Bereits früh orientierte er sich nach der Musik und nahm erstmals mit zehn Jahren an einer Talentshow in der Schweiz teil. 2006 gewann er einen Talentwettbewerb.
2010 trat er bei Das Supertalent auf, wo er es bis zum Viertelfinale schaffte. Er wurde letztlich durch seine Teilnahme an der neunten Staffel von Deutschland sucht den Superstar bekannt. Hier erreichte er den dritten Platz nach Luca Hänni und Daniele Negroni.
Nach seiner Teilnahme erhielt er einen Plattenvertrag mit dem Label 7Music. Als Produzenten nehmen sich H2U, die schon mit DJ BoBo gearbeitet haben, dem Schweizer an.
Mit seiner ersten Single Forever & A Day nahm er im Dezember 2012 am Schweizer Vorentscheid zum Eurovision Song Contest 2013 teil, verlor jedoch gegen die Schweizer Band Heilsarmee. Die Single wurde parallel veröffentlicht und konnte sich auf Platz 55 der Schweizer Charts platzieren. Am 1. Februar 2013 veröffentlichte der R&B-Sänger sein Debütalbum Jesse Ritch. Der Schweizer House-DJ Pat Farrell wurde daraufhin auf ihn aufmerksam und fragte um mögliche Zusammenarbeit. Seine zweite Single Let Me Love You, die am 5. April 2013 erschien, enthält zum einen die Album-Version, sowie ein Remix von Pat Farrell. Auch zur dritten Single erschien eine Remix-Version des DJs.
Am 24. Juni 2013 war er in der Reality-Doku Die Geissens – Eine schrecklich glamouröse Familie zu sehen. Dort trat er als Überraschungsgast bei einem Kindergeburtstag auf.
Anfang Oktober 2013 erschien ein Acoustic-Album, das die Lieder seines Debüt-Albums in Live-Version enthält. Zudem sind auf diesem einige neue Lieder zu finden. Das Album erreichte Platz 75 der Schweizer Charts.
2014 tourte Jesse mit DJ BoBo durch ganz Europa und trat vor mehr als 300'000 Menschen als Support Act und Co-Sänger an der Seite des erfolgreichsten Schweizer Musikers auf. Nach der erfolgreichen Circus-Tour beschlossen die beiden Künstler weiterhin gemeinsame Wege zu gehen. Jesse Ritch ist seitdem fester Sänger von DJ BoBos Tourband.
2015 gründet der erst 24-jährige Künstler sein eigenes Musiklabel Euroartists Agency. Auch als Produzent wird er vermehrt aktiv und arbeitet mit den H2U Studios zusammen.
Nach seiner Bühnenpause kehrte Ritch 2016 mit seiner neuen Single I Can’t Stop zurück. Für die Fussball-Europameisterschaft 2016 schrieb er das Lied Game of Color, den er unter anderem im ZDF-Fernsehgarten vorstellte.
Das dazugehörige Album Secret of Life erschien 2017 und erreichte Platz 34 der Charts. Das Album enthält ein Lied in Berner Mundart namens «Mängisch Bini Truurig», das ursprünglich für Nelly Patty geschrieben wurde. 2020 kehrt er nach einer kreativen Pause mit einem neuen Studioalbum zurück. Dieses veröffentlichte er unter seinem Vornamen Jesse. Das Album nahm er ebenfalls in Berner Mundart auf. Die erste Single Summer erscheint am 3. Juli 2020.
In der SRF-1-Tanzshow Darf ich bitten? stellte Jesse Ritch im Herbst 2020 seine Tanzkünste unter Beweis. Gemeinsam mit Profitänzerin Flavia Landolfi gewann er die Show.
Als Produzent und Songwriter von den H2U Studios ist Jesse für verschiedene Künstler wie Gölä, Trauffer, DJ BoBo, Joey Heindle etc. im Hintergrund wie auch als Livesänger tätig.
Das Mundartalbum Farbtupfer schafft es auf Platz 12 der Schweizer Album-Charts.

## Privatleben
Jesse Ritch heiratete am 6. Juli 2017. Das Paar liess sich 2019 scheiden.
Der Sänger ist seit 2021 mit der Kindergärtnerin Alissa Orlando liiert. Im Januar 2024 wurden sie Eltern einer Tochter.

## Musikstil
Jesse Ritch ist ein vielseitiger Popsänger. Mit seinem musikalischen Gespür zeigt er sich in der Popmusik immer wieder neu. Zu seinen großen Vorbildern zählen Justin Timberlake, Michael Jackson, James Morrison, Whitney Houston und Beyoncé.

## Diskografie

### Alben
- 2013: Jesse Ritch
- 2013: The Acoustic Album (live)
- 2014: Groove
- 2017: Secret of Life
- 2022: Farbtupfer

### Singles
- 2012: Forever & a Day
- 2013: Let Me Love You
- 2013: Holding On to You
- 2013: When Night is Over (mit Pat Farrell)
- 2013: Sit and Wait 2013 (mit Sydney Youngblood)
- 2015: Get the Groove
- 2015: Schweizerpsalm (Schweizer Nationalhymne)
- 2015: Gimme One More Night
- 2015: Mitenand (Shoppyland-Song)
- 2015: Make It Right – Mario Ferrini & Jesse Ritch
- 2015: The Best Time – Patric Scott & Jesse Ritch
- 2016: I Can’t Stop
- 2016: Game of Colors (Euro-Song 2016)
- 2016: Over and Over Again
- 2017: Good Side of Life
- 2017: Bring out the Sun
- 2017: Best Day
- 2020: Summer
- 2020: Arsch
- 2020: Schnufe
- 2020: Schön das es di git
- 2021: Good Side
- 2021: Weniger isch meh
- 2022: Glück